# خاجوها
خاجوها هي قرية في حي خيرون من منطقة راي باريلي، أوتار براديش، الهند.  وتبعد 19 كيلو متر من لالغانغ، مقر تحصيل.  واعتبارا من عام 2011 بلغ عدد سكانها 1260 نسمة في 237 أسرة.  وبها مدرسة ابتدائية واحدة ولا توجد بها مرافق رعاية صحية. 

## نبذة
سجل تعداد عام 1961 أن خاجوها تتكون من 3 قرى صغيرة، ويبلغ مجموع سكانها 501 شخصًا (253 ذكراً و 248 أنثى) ، في 93 أسرة و 85 منزل فعلي.  أعطيت مساحة القرية 425 فداناً . 
سجل تعداد عام 1981 أن خاجوها يبلغ عدد سكانه 701 نسمة، في 112 أسرة، وتبلغ مساحتها 180.49 هكتارا.  وتم تقديم الأطعمة الأساسية مثل القمح والأرز. 